# 亞馬遜五孔䱛
亞馬遜五孔䱛為輻鰭魚綱鱸形目鱸亞目石首魚科的其中一種，分布南美洲亞馬遜河及奧里諾科河流域，體長可達20.9公分，棲息在溪流，可做為食用魚。